# Xubuntu
Xubuntu – dystrybucja Linuksa oparta na Ubuntu oraz środowisku graficznym Xfce, zoptymalizowana dla słabszych komputerów. Pierwsza oficjalna wersja pojawiła się 1 czerwca 2006 i tak jak pozostałe wydania Ubuntu jest ona wydaniem LTS (z ang. Long Term Support).

## Instalacja
Do czasu wydania Xubuntu 6.06, dystrybucję można było łatwo zainstalować na istniejący system Ubuntu 5.10 lub 6.06 dzięki instrukcji zamieszczonej na stronach Wiki firmy Canonical (opis w języku angielskim). Obecnie dostępne są obrazy bootowalnych płyt z niezależnym instalatorem systemu. Lista mirrorów z obrazami w formacie .iso dostępna jest na stronie Xubuntu. Dystrybucja Xubuntu typu Desktop uruchamia w pełni funkcjonalny system jako Live CD udostępniając opcję instalacji na dysk twardy w tym samym trybie graficznym. Instalator pozwala też łatwo dokonywać zmian w tablicy partycji.

## Podstawowe programy Xubuntu
Tuż po instalacji system wyposażony jest w:
- środowisko graficzne Xfce
- menedżer plików Thunar
- Pakiet biurowy LibreOffice
- prosty edytor tekstu Leafpad
- odtwarzacz multimediów Xfmedia
- program graficzny GIMP

## Podobne projekty
- Dystrybucja U-lite, podobnie jak Xubuntu stawia za cel jak najmniejsze wymagania sprzętowe. Aby osiągnąć ten cel, używa środowiska graficznego LXDE.
- Dystrybucja Lubuntu, także stawia sobie za cel słabsze komputery (notebooki). Korzysta z LXQT i jest oficjalną pochodną Ubuntu.